# Oscar Bensow
Josef Oscar Bensow, född den 9 februari 1870 i Stockholm , död den 27 april 1936 i Österåkers församling, var en svensk teolog, känd som utgivare av Biblisk Ordbok. Han var brorson till Simon Bensow och kusin till Victor Bensow.

## Levnadsbana
Bensow, som blev student vid Uppsala universitet 1887, blev efter studier i utlandet filosofie doktor i Tübingen 1895 och teologie licentiat i Rostock 1898. Han var docent i dogmatik vid Uppsala universitet 1899–1908, prästvigdes 1899 och utnämndes till kyrkoherde i Österåkers församling 1905. Bensow, som innehade förslagsrum till professur i systematisk teologi 1905, 1908, 1910 och 1913, blev 1911 teologie doktor i Uppsala. Han blev prost honoris causa 1930.

## Forskargärning
Tidigt framträdde Bensow som författare, först på det skönlitterära området, därefter inom filosofin. Han var under en kort period redaktör för skämttidningen Söndags-Nisse.  Tyngdpunkten av hans synnerligen omfattande produktion faller dock inom teologin. Där företräder Bensow en strängt konservativ ståndpunkt, närmast befryndad med den konfessionalisme inom Rostocks teologiska fakultet. Han var även verksam som läroboksförfattare och översättare. 
Bland Bensows många skrifter märks Dikter (1888; 2:a upplagan 1889), de dramatiska dikterna Antropos (1891–1892) och Svipdag (1894), Till Kants lära om tinget i och för sig (1896), Die Lehre von der Kenose (1903), Die Lehre von der Versöhnung (1904), Lärobok i symbolik (1904), Dogmatik (1909–1911), Grunddragen af filosofiens historia (1913–1916), Kyrka och stat i deras förhållande till hvarandra (synodalavhandling, 1915), Etik (1916–1919) och Svenska kyrkans bekännelseskrifter (1912).
Idag är Bensow mest känd genom standardverket Biblisk ordbok, en bibelkonkordans med ordförklaringar.